# Oliókminsk
Oliokminsk (en rus Олёкминск) és una ciutat russa de la República de Sakhà situada a l'esquerra del riu Lena, a uns 530 quilòmetres al sud-oest de la capital, Iakutsk. La seva població l'any 2005 era de 10.200 habitants.
L'economia de la zona es basa en indústria derivada de la fusta, mineria d'or, elaboració de formatges i altres productes lactis, cria de bestiar vacú i cavalls, amb planta de processament de car. L'oleoducte Sibèria Oriental-Oceà Pacífic travessa la regió.
Es va establir l'any 1635 i va ser reconeguda com a ciutat l'any 1783.